# Bernard van Toulouse
Bernard van Toulouse (overleden in augustus of september 874) was van 865 tot aan zijn dood graaf van Toulouse. Hij behoorde tot het huis der Raymondijnen.

## Levensloop
Bernard was een zoon van graaf Raymond I van Toulouse uit diens huwelijk met ene Bertha, wier afkomst onbekend gebleven is. 
In 863 werd zijn vader, die loyaal was aan de West-Francische koning Karel de Kale, afgezet door graaf Humfried van Barcelona. In 865 vluchtte Humfried en stierf Raymond I, waarop Bernard van Karel de Kale de graafschappen Toulouse, Limoges en Rouergue (misschien ook Pallars en Ribagorza) kreeg toegewezen. In 872 verkreeg hij na de afzetting van burggraaf Oliba II van Carcassonne ook de graafschappen Nîmes, Albi, Carcassonne en Razès.
In 874 werd Bernard vermoord door een vazal van graaf Bernard Plantevelue van Auvergne, vermoedelijk in opdracht van deze laatste. Bernard Plantevelue verwierf daarop Toulouse en Limoges, terwijl Oliba II zijn oude graafschappen terugkreeg. In Ribagorza en Pallars slaagde ene Raymond I erin om een de facto onafhankelijke positie te verwerven.